# Thrasya parvula
Thrasya parvula là một loài thực vật có hoa trong họ Hòa thảo. Loài này được A.G.Burm. miêu tả khoa học đầu tiên năm 1980.